# Bounty Hunters (Britse televisieserie)
Bounty Hunters is een Britse dramedyserie die uitgezonden werd op Sky One. Er werden twee seizoenen gemaakt: het eerste seizoen van zes afleveringen ging van start in oktober 2017, het tweede seizoen van vijf afleveringen in maart 2019.

## Uitgangspunt
Barnaby Walker (Jack Whitehall) is een zachtaardige en vaak onhandige zoon van een antiekhandelaar in Engeland. Wanneer het familiebedrijf in financiële problemen komt door een louche deal van zijn vader probeert hij het geld terug te krijgen met de hulp van Nina Morales (Rosie Perez), een stoere Amerikaanse premiejager uit New York. Op hun missie krijgen ze af te rekenen met de politie, terroristen en een Mexicaans drugskartel.

## Rolverdeling
| Acteur                    | Personage      |
| ------------------------- | -------------- |
| Jack Whitehall            | Barnaby Walker |
| Rosie Perez               | Nina Morales   |
| Charity Wakefield         | Leah Walker    |
| Robert Lindsay            | Nigel Walker   |
| Sophie Thompson           | Fiona Walker   |
| Olga Merediz              | Maria          |
| Daniella Piper            | Sofia          |
| Ian Gerard Whyte          | Uri            |
| Gabriel "G-Rod" Rodriguez | Pancho         |
| Christian Ochoa           | Angel          |
| Amber Agar                | D.I. Suleiman  |
| Ben Bailey Smith          | D.S. Evans     |
| Bradley James             | Webb Sherman   |
| Bradley James             | Keegan Sherman |
| Daniel Faraldo            | Alejandro      |
| Jacqueline King           | Penelope       |